# Zecchino d'Oro 2006
Il quarantanovesimo Zecchino d'Oro si è svolto a Bologna dal 21 al 25 novembre 2006.
È stato condotto da Cino Tortorella, Veronica Maya e Nino Frassica, e come ospite aiutante, il piccolo Alex Polidori, ed inoltre con la partecipazione di: Nancy Brilli (martedì), Lorena Bianchetti (mercoledì), Matilde Brandi (giovedì), e Anna Falchi (venerdì e sabato).
In questa edizione Topo Gigio ha preso parte solo alla serata finale, e agli speciali di Natale.
Ospiti di questa edizione sono stati i personaggi di Winnie the Pooh, le Winx, Vanessa Ferrari, Massimiliano Ossini, Massimo Boldi e il Mago Pecar.

## Brani in gara
- È solo un gioco (Testo: Maria Francesca Polli/Musica: Franco Fasano) - Daniele Rizzitiello (9 anni)  (2º posto)
- Il maggiolino Cicciaboccia (Testo: Gloria Bonaveri, Guido Mandreoli/Musica: Alessandro Margozzi) - Fidalma Intini (6 anni) e Liudmila Loglisci (5 anni)
- La canzone più facile del mondo (Testo: Franco Fasano/Musica: Franco Fasano) - Chiara Luna Onorati (9 anni)
- La dottoressa Lulù (Il-kor ta'l-annimali) ( Malta) (Testo italiano: Giovanni Cristiani) - Nicole Azzopardi (9 anni)
- La formula magica (Hopsa, heisasa) ( Paesi Bassi) (Testo italiano: Antonella Boriani) - Maaike De Wit (9 anni e 1/2)
- La mia Suisse ( Svizzera) (Testo italiano: Salvatore De Pasquale) - Eleonora Brenni (8 anni)
- La torta di pere e cioccolato (Testo: Mario Gardini/Musica: Roberto De Luca, Giovanni Paolo Fontana) - Lucrezia Agostini (8 anni)
- Lo scriverò nel vento (Böyle olacak) ( Turchia) (Testo italiano: Giovanni Gotti) - Deniz Ünel (9 anni)  (3º posto)
- Ninna la ninna ninna ninna O' (Testo: Mario Pagano/Musica: Mario Pagano) - Roberta Spampinato (8 anni)
- Siamo le note (Testo: Massimo Mazzoni/Musica: Giancarlo Di Maria) - Luca Tosini (9 anni)
- Ticche Tocche Tà! (კოდალა) ( Georgia) (Testo italiano: Francesco Freyrie) - Mariam Svanadze (მარიამ სვანაძე) (7 anni) e Natia Svanadze (ნათია სვანაძე) (6 anni)
- Tin tin tin berimbau (Zeca Zechigna Zecchino) ( Brasile) (Testo italiano: Syusy Blady) - Vivian Cesari Castro (7 anni)
- Un baby presidente (Ni na ndoto ya kuwa Rais the next Prezò) ( Kenya) (Testo italiano: Gianfranco Grottoli, Andrea Vaschetti) - Brian Mzee Omondi (9 anni)
- Wolfango Amedeo (Testo: Vittorio Sessa Vitali/Musica: Franco Fasano) - Davide Angelelli (8 anni) e Matilde Angelelli (3 anni)  (1º posto)